# Näske
Näske är en småort i Nätra socken i Örnsköldsviks kommun. Den hade 131 invånare år 2010 och omges av flera småbyar. Bynamnet förekommer i skrift första gången 1303. Orten hade tidigare en viktig hamn, den en gång viktigaste i norra Ångermanland. Idag präglas orten mer av sitt läge drygt två mil söder om Örnsköldsvik, med en stor andel fritidsbebyggelse.

## Geografi
Näske ligger norr om Skuleskogen vid Näskefjärdens inre del, ungefär mitt emellan E4 och Köpmanholmen. Näske är den centrala orten i en bygd, där omgivande småbyar har namn som Gladom, Ytterböle och Järvvik. I princip hela bygden är del av världsarvet Höga kusten.
Näskefjärden är en del av Bottenhavet. Vid Näske ligger Näske brygga, som förr trafikerades av ångbåtar. Invid byn ligger även Näskeviken, i vilken Näskeån mynnar. Ån avvattnar Skulesjön.
På orten finns Näske Bygårdsförening.

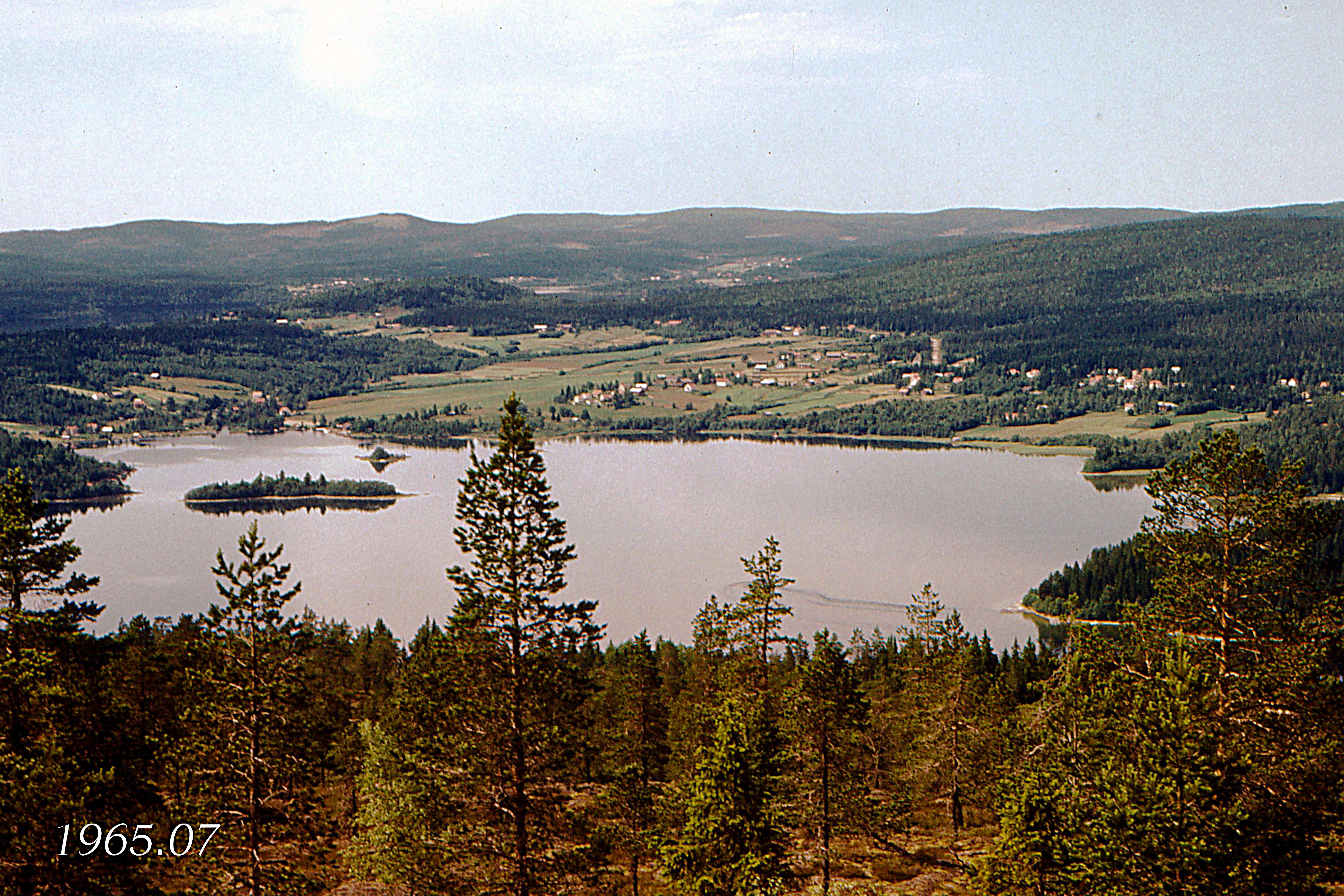
Vy över Näskebygden, juli 1965. I mitten syns den nordligaste delen av Näskefjärden, och den tunna blå randen som skymtar bortom skogarna i västra delen av Näske är del av Skulesjön. Fotot är taget från Hummelviksberget i öster.

## Historik

### Näske
Själva Näske förekommer första gången i skrift år 1303, med stavningen Nesku. Den moderna stavningen återfinns dock redan 1544 i jordeboken. Då fanns sju bönder i byn, och skattetalet definierades som 46 seland (ett specifikt ångermanländskt mantals- och ytbegrepp). Redan vid den tiden var Näske en av Nätra sockens största byar. Enligt T. Buchts Ortnamnen i Västernorrlands län del 4 kan ortnamnet härledas från ordet Näs, vilket även gett namn åt den lokala Näskan (Näskeån).
Näske bys läge, vid den inre delen av Näskefjärden och med nära till Skulesjön, var bra placerat för handel, och länge gick in- och utförseln av varor till och från hela den norra delen av Ångermanland över Näske hamn. Vissa lokala intressenter ville att byn hade byggts ut till en större ort, eventuellt med stadsrättigheter. Dessa idéer blev dock överspelade 1842, när Örnsköldsvik vid Moälven drygt två mil norrut utnämndes till köping.
Det skogrika området runt Skulesjön ledde till att man länge drev en ångsåg i Näske. Ångsågen köptes i början av 1900-talet dock in och flyttades till närbelägna bruksorten Köpmanholmen. Fram till mitten av 1900-talet fanns dock kvar ett buntverk i Näske, där man samlade ihop timmer från omkringliggande områden – antingen med bogserbåt eller flottning genom Näskeån.

### Gladom
Enligt 1544 års jordebok upptar den här byn, som ligger cirka 50 meter över havet, 10 seland. Marken brukades vid den här tiden av två bönder vid namn Ersson. Från tid till annan har byn gått under namnen Gladim, Gladum och Gladhem. Under ett par perioder på 1500- och 1600-talet (efter trettioåriga kriget) var byn en ödeby, men redan 1697 var den åter befolkad.

### Ytterböle
Byn Ytterböle har fått sitt namn från Bölen, en plats väster om Skulesjön med innebörden 'boning' eller bostad. På 1500-talet var namnet Nilsböle, och 1544 års jordebok noterar 6 seland för byn. Även Ytterböle låg under ett par perioder på 1500- och 1600-talet öde och fick sitt nuvarande namn år 1723. Benämningen Ytterböle syftar på att den ligger närmare havet än Bölen. När storskiftet gjordes i trakten 1791 hade skattetalet i byn stigit till i seland, och då brukade två bönder Ytterböles mark.

### Järvvik
Den här byn noterades på 1500-talet omväxlande som Jerffwijck, Jerwijk och Järfuick. Dess marker vetter mot en vik på den östra stranden av Skulesjön, och husen är belägna cirka 70 meter över havet. I 1543 års jordebok nämns byns skattetal som 21 seland, vilket 1674 hade minskatts till 16. I slutet av 1600-talet noterades byns båda bönder för 7 respektive 9 seland. Järvvik har, till skillnad mot de två andra småbyarna, aldrig varit ödeby.

## Befolkningsutveckling
| Befolkningsutvecklingen i Näske 1960–2015                        | Befolkningsutvecklingen i Näske 1960–2015 | Befolkningsutvecklingen i Näske 1960–2015 | Befolkningsutvecklingen i Näske 1960–2015 | Befolkningsutvecklingen i Näske 1960–2015 |
| ---------------------------------------------------------------- | ----------------------------------------- | ----------------------------------------- | ----------------------------------------- | ----------------------------------------- |
|                                                                  |                                           |                                           |                                           |                                           |
| År                                                               |                                           |                                           | Folkmängd                                 | Areal (ha)                                |
| 1960                                                             | 1960                                      |                                           | 190                                       | ¤                                         |
| 1990                                                             | 1990                                      |                                           | 113                                       | 30#                                       |
| 1995                                                             | 1995                                      |                                           | 111                                       | 30#                                       |
| 2000                                                             | 2000                                      |                                           | 119                                       | 31#                                       |
| 2005                                                             | 2005                                      |                                           | 137                                       | 35#                                       |
| 2010                                                             | 2010                                      |                                           | 131                                       | 35#                                       |
| 2015                                                             | 2015                                      |                                           | 123                                       | 42#                                       |
| Anm.: ¤ Som tätortsbebyggelse med 150-199 invånare # Som småort. |                                           |                                           |                                           |                                           |

## Källhänvisningar
1. 1 2  Statistiska småorter 2023, befolkning, landareal, befolkningstäthet per småort, SCB, 28 november 2024, läs online.[källa från Wikidata]
2. ↑  Småorternas landareal, folkmängd och invånare per km² 2005 och 2010, korrigerad 2012-10-15, SCB, 15 oktober 2012, läs online, läst: 9 juli 2016.[källa från Wikidata]
3. ↑  Kodnyckel för SCB:s statistiska tätorter och småorter - Koppling mellan gammalt och nytt kodsystem, SCB, 11 november 2021, läs online.[källa från Wikidata]
4. 1 2 3 4 5  Johansson 2012, s. 26
5. 1 2  Johansson 2012, s. 23
6. 1 2  Johansson 2012, s. 20
7. ↑  "seland". svenskuppslagsbok.se. Läst 12 mars 2015.
8. ↑  Köpmanholmen – Brukssamhällets historia. s. 6. Arkiverad 2 april 2015 hämtat från the Wayback Machine. ornskoldsvik.se. Läst 13 mars 2015.
9. ↑  SCB Folkräkningen 1960 del 2 Arkiverad 24 september 2015 hämtat från the Wayback Machine. sida 118 i pdf:en
10. ↑  Statistiska centralbyrån: Småorter 1990 Arkiverad 24 september 2015 hämtat från the Wayback Machine. sida 51 i pdf:en
11. ↑  Statistiska meddelanden: Småorter 1995 Arkiverad 3 mars 2016 hämtat från the Wayback Machine. sida 56 i pdf:en
12. ↑  Statistiska centralbyrån Landareal per småort (orter med 50-199 invånare), folkmängd och invånare per kvadratkilometer. Vart femte år 1995 - 2010

- Johansson, Ola (2012). Hembygd i förvandling: Näskeområdets byar genom tiderna. Härnösand: Ola Johansson. ISBN 9175422700